# Mikołaj (Szkrumko)
Mikołaj, imię świeckie Mykoła Szkrumko (ur. 22 maja 1927 w Kizji, zm. 3 czerwca 2015 w Iżewsku) – biskup Rosyjskiego Kościoła Prawosławnego.

## Życiorys
Z pochodzenia Ukrainiec, urodził się w rodzinie chłopskiej. 22 marca 1948 został aresztowany z powodu swoich przekonań religijnych oraz jako syn represjonowanych rodziców, po czym skazany na ośmioletnie zesłanie do Karelii. Został zwolniony w 1953. W tym samym roku wstąpił do seminarium duchownego w Leningradzie, zaś 13 listopada 1954 złożył wieczyste śluby zakonne. 21 listopada 1954 metropolita leningradzki i nowogrodzki Grzegorz wyświęcił go na hierodiakona. Od 1956 do 1960 służył w różnych parafiach eparchii kalinińskiej, następnie do 1968 w soborze Przemienienia Pańskiego w Iwanowie, następnie w eparchii tulskiej i bielowskiej. 11 maja 1969 metropolita tulski i bielowski Juwenaliusz (Pojarkow) wyświęcił go na hieromnicha i skierował do pracy duszpasterskiej w soborze Wszystkich Świętych w Tule. W 1970 hieromnich Mikołaj uzyskał w trybie zaocznym dyplom seminarium duchownego w Moskwie, zaś w 1973 – Moskiewskiej Akademii Duchownej.   
13 lutego 1973 został włączony do składu rosyjskiej misji prawosławnej w Jerozolimie, od 1974 jako ihumen, zaś od 1977 – jako jej naczelnik z godnością archimandryty. Funkcję tę pełnił do 16 lipca 1982. W tym samym roku metropolita lwowski i tarnopolski Mikołaj wyznaczył go na przełożonego ławry Poczajowskiej. 26 czerwca 1985 patriarcha moskiewski i całej Rusi Pimen zdecydował o mianowaniu go biskupem zwienigorodzkim, wikariuszem eparchii moskiewskiej, i przedstawicielem Patriarchatu Moskiewskiego przy prawosławnym Patriarchacie Antiochii. Uroczysta chirotonia miała miejsce 21 lipca 1985 z udziałem konsekratorów: patriarchy Pimena, metropolitów tallińskiego i estońskiego Aleksego (Ridigiera), krutickiego i kołomieńskiego Juwenaliusza, rostowskiego i nowoczerkaskiego Włodzimierza (Sabodana), kalinińskiego i kaszyńskiego Aleksego (Konopliowa), arcybiskupów wołokołamskiego Pitirima (Nieczajewa), zarajskiego Hioba (Tywoniuka), woroneskiego i lipieckiego Metodego (Niemcowa) oraz biskupa sołniecznogorskiego Sergiusza (Fomina).
W lipcu 1987 jego tytuł uległ zmianie na arcybiskup oriechowo-zujewski, zaś duchowny został zwierzchnikiem patriarszych parafii w Kanadzie. W lutym 1991 przeniesiony na katedrę władywostocką i nadmorską, zaś w marcu 1992 – iżewską i udmurcką. 25 lutego 2007 otrzymał godność metropolity.
W 2015 odszedł w stan spoczynku. W tym samym roku zmarł i został pochowany na terenie soboru św. Aleksandra Newskiego w Iżewsku.